# Tetragnatha iriomotensis
Tetragnatha iriomotensis este o specie de păianjeni din genul Tetragnatha, familia Tetragnathidae, descrisă de Okuma, 1991. Conform Catalogue of Life specia Tetragnatha iriomotensis nu are subspecii cunoscute.

## Galerie

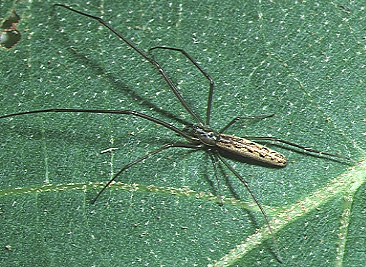
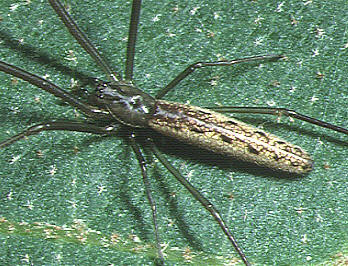
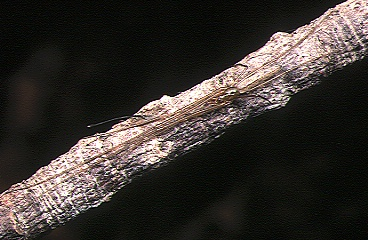
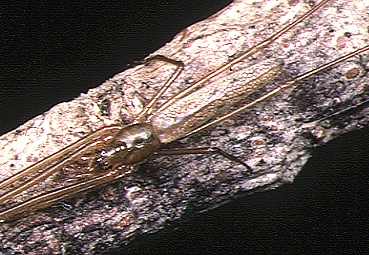